# Câmpia Nistrului Inferior

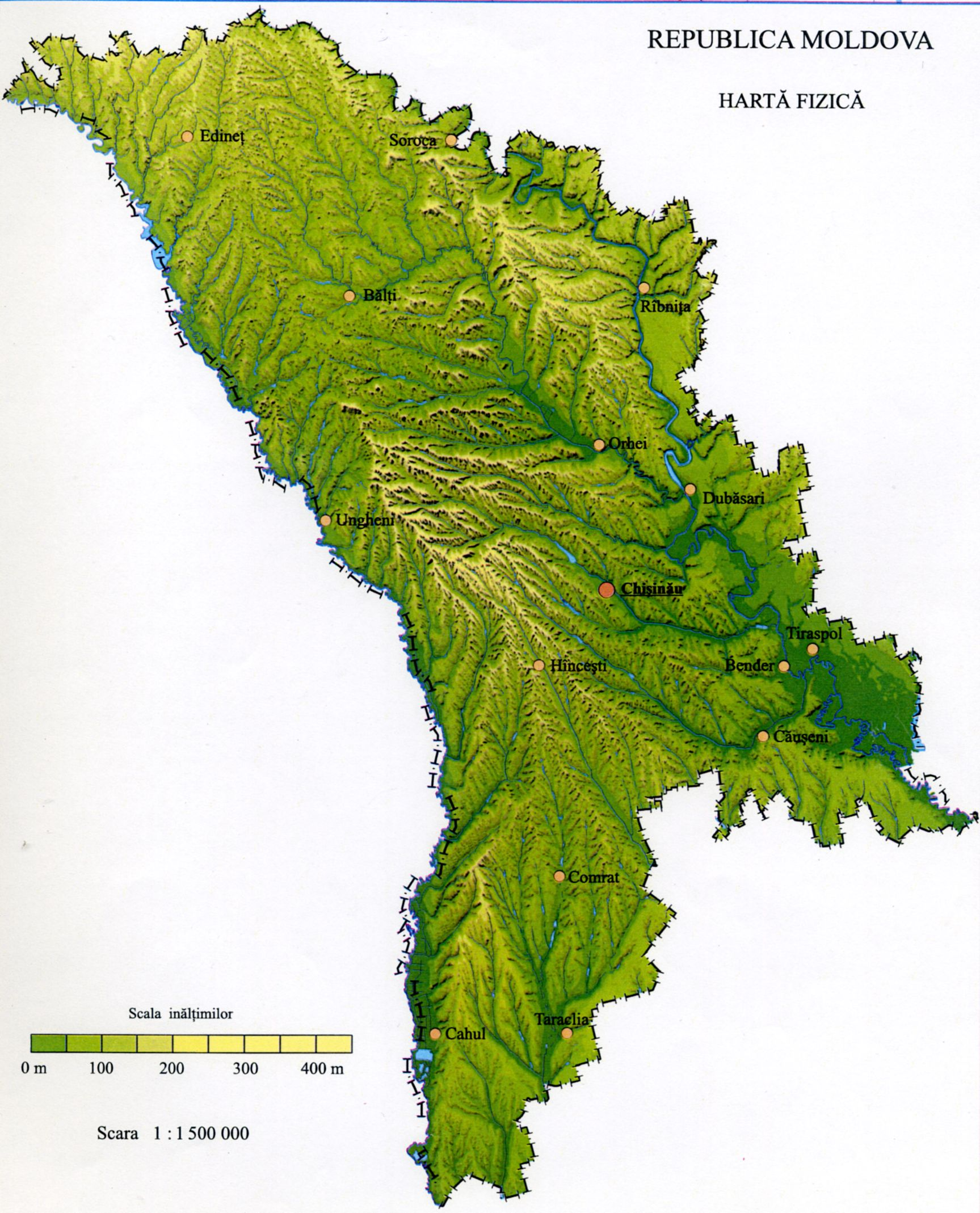
Harta fizică a Republicii Moldova

Câmpia Nistrului Inferior este o câmpie din Europa de Sud-Est, fiind localizată în cursul inferior al fluviului Nistru, pe teritoriul Republicii Moldova și a Ucrainei, zonei geografice Transnistria .